# Großpörthen
Großpörthen ist ein zur Ortschaft Wittgendorf gehöriger Ortsteil der Gemeinde Schnaudertal im Burgenlandkreis (Sachsen-Anhalt).

## Geografie
Großpörthen befindet sich im Norden der Gemeinde Schnaudertal südöstlich von Zeitz. Im Ort entspringt der Großpörthener Graben, ein Zufluss der Schnauder.
|          |                                             | Geußnitz   |
| Nedissen | Kompassrose, die auf Nachbargemeinden zeigt | Wildenborn |
|          | Kleinpörthen                                | Dragsdorf  |

## Geschichte

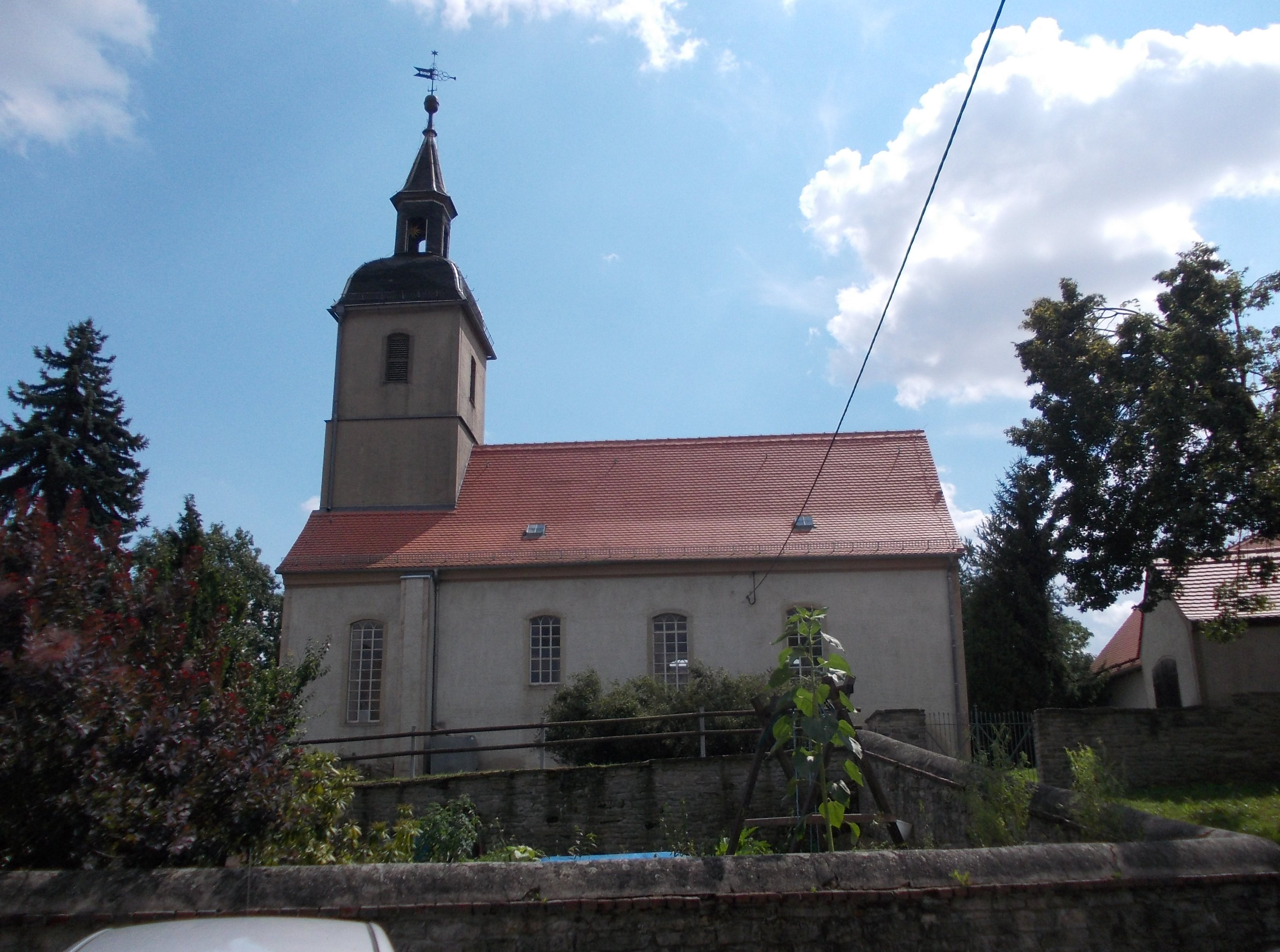
Großpörthen, Kirche

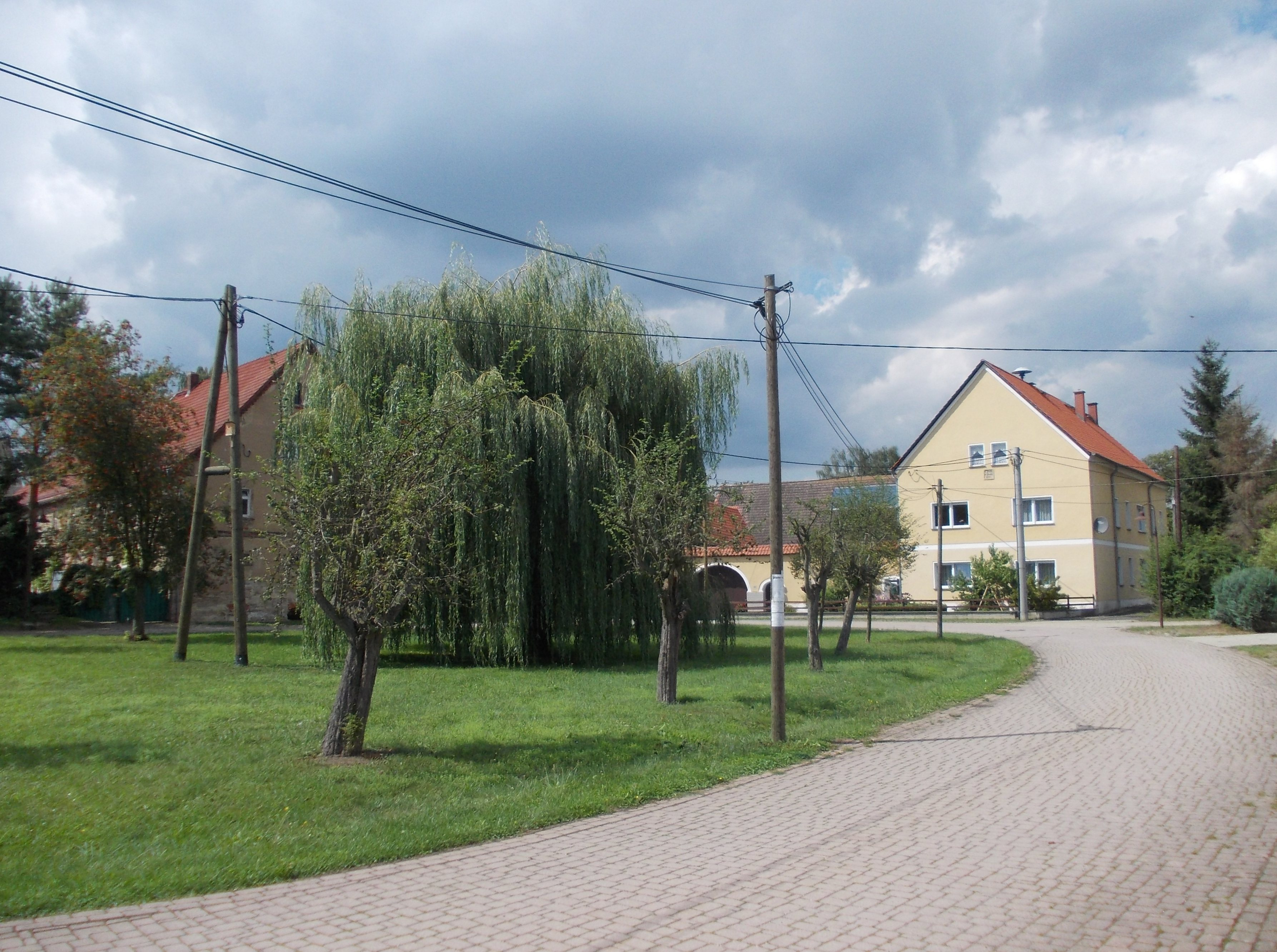
Großpörthen, Anger

Großpörthen wurde bereits im Jahr 1121 erwähnt, als das Vorwerk mit 29 Hufen an das neu gegründete Kloster Bosau bei Zeitz gegeben wurde. Die Übergabe der Zinsen über den Ort an das Kloster folgten im Jahr 1504. Großpörthen lag im Bezirk des Gerichts zum Roten Graben, der im Jahr 1286 an das Hochstift Naumburg-Zeitz kam. Großpörthen lag bis 1815 im Amt Zeitz, das als Teil des Hochstifts Naumburg-Zeitz seit 1561 unter kursächsischer Hoheit stand und zwischen 1656/57 und 1718 zum Sekundogenitur-Fürstentum Sachsen-Zeitz gehörte.
Durch die Beschlüsse des Wiener Kongresses kam Großpörthen mit dem Amt Zeitz im Jahr 1815 zu Preußen. Der Ort wurde 1816 dem Kreis Zeitz im Regierungsbezirk Merseburg der Provinz Sachsen zugeteilt. Nach der Auflösung der preußischen Provinz Sachsen (1815–1944) wurde am 1. Juli 1944 der Regierungsbezirk Merseburg zur Provinz Halle-Merseburg (1944–1945), zu dem nun auch Großpörthen im Landkreis Zeitz gehörte. Nach dem Zweiten Weltkrieg kam der Ort zum Land Sachsen-Anhalt.
Am 1. Juli 1950 wurde Großpörthen nach Wittgendorf eingemeindet. Mit der Verwaltungsreform in der DDR am 25. Juli 1952 kam Großpörthen als Ortsteil der Gemeinde Wittgendorf an den Kreis Zeitz im Bezirk Halle, der seit 1990 als Landkreis Zeitz im Land Sachsen-Anhalt fortgeführt wurde und 1994 zum Burgenlandkreis kam. Durch Fusion der Gemeinde Wittgendorf mit der Gemeinde Bröckau kam Großpörthen am 1. Januar 2010 zur Gemeinde Schnaudertal. Seitdem gehört Großpörthen zum Ortsteil Wittgendorf.